# King Curtis
King Curtis (Fort Worth, 1934. február 7. – Manhattan, 1971. augusztus 13.) amerikai szaxofonos. Rhythm and blues, dzsessz és rock and roll sikerekkel, valamint zseniális háttérzenészként is a halhatatlanok között van.

## Pályakép
Tizenkét éves korában döntött a soul mellett. Lester Young zenekarában, majd New Yorkban Lionel Hampton és Horace Silver zenekaraival az 1950-es években bejárta Amerikát.
A korai rock and roll hírességei közül szoros munkakapcsolata volt a Coasters együttessel. Rendszeresen dolgozott Fats Dominoval, Buddy Hollyval. Háttérzenészként készültek felvételei például Aretha Franklinnel, Wilson Pickettel, Solomon Burke-kel, Roberta Flackkel, Freddie Kinggel, Eric Claptonnal, Little Richarddal, Jimi Hendrixszel. John Lennon Imagine című albumán is szerepel a neve.
1971. augusztus 13-án New York-i lakása előtt – feltehetően valamilyen drogügy kapcsán – leszúrták. Aretha Franklin, Duane Allman, Stevie Wonder, és a zenész szakma több híres képviselője kísérte utolsó útjára.

## Albumok
- 1962: Soul Serenade
- 1967: The Great Memphis Hits
- 1968: King Size Soul, King Size Soul, The Best of King Curtis
- 1969: Instant Groove
- 1970: Get Ready
- 1971: Live at Fillmore West
- 1972: Everybody’s Talkin’

## Díjak
- Best Rhythm and blues Instrumental Performance Grammy for „Games People Play”: 1969
- Rock and Roll Hall of Fame: 2000